# Moses Benjamin Wulff
Moses Benjamin Wulff (* 1661 in Halberstadt; gest. 29. August 1729 in Dessau) war ein deutsch-jüdischer Hoffaktor in Berlin und Dessau.

## Herkunft und Leben
Die Familie, die sich von Moses Isserles aus Krakau ableitete, war aufgrund einer Verfolgung aus Litauen nach Deutschland geflohen. Der Großvater Simon Wolf von Wilna war in den 1650er Jahren nach Hamburg gekommen. Ein Sohn Bernd (Baruch) ging nach Berlin, wo er 1672 Hoffaktor des brandenburgischen Kurfürsten wurde, später nach Halberstadt und Minden. Dessen Bruder war Benjamins Vater, der wirtschaftlich erfolglosere Simha Bonem Benjamin Wulff, der der jungen Berliner Gemeinde vorstand, und seine Mutter war Deborah Wulff. Benjamins Ehefrau war Zipora Wulff (1661–1714).
In Berlin konkurrierte Wulff eine Zeitlang mit Jost Liebmann, dem Hoffaktor und Juwelier des Großen Kurfürsten. Dieser verstand es, ihn nach Dessau unter Zurücklassung seines Vermögens abschieben zu lassen. In dieser Residenzstadt wurde er Hoffaktor erst des Fürsten Johann Georg II., in besonderem aber bei Leopold I., der später der alte Dessauer genannt wurde und zu dem er ein enges Verhältnis fand. Dort übernahm er Aufgaben in der Steuerverwaltung, baute die Post und eine große Tuchmanufaktur auf, wurde von Leopold mit diplomatischen Missionen beauftragt. So erreichte er am Wiener Kaiserhof die Erhebung der Ehefrau Anna Luise Föhse in den Fürstenstand. Er gründete 1696 eine hebräische Druckerei und betrieb zu Hause eine Talmud-Lehranstalt. Von Dessau aus förderte er auch die jüdische Gemeinde in Halle. Ein bekannter Sohn war der spätere anhaltinische Hoffaktor Elias Wulff.

## Einzelbelege
1. ↑  Guido Kisch: Rechts- und Sozialgeschichte der Juden in Halle 1686–1730. Walter de Gruyter GmbH & Co KG, 2018, ISBN 978-3-11-084004-9 (google.de [abgerufen am 19. März 2020]).
2. ↑  Der Hofjude im Zeitalter des Absolutismus, Hg. Sassenberg, 2001 in der Google-Buchsuche

| Personendaten    | Personendaten                    |
| ---------------- | -------------------------------- |
| NAME             | Wulff, Moses Benjamin            |
| KURZBESCHREIBUNG | jüdischer Kaufmann und Hoffaktor |
| GEBURTSDATUM     | 1661                             |
| GEBURTSORT       | Halberstadt                      |
| STERBEDATUM      | 29. August 1729                  |
| STERBEORT        | Dessau                           |